# Archidiecezja Suiyuan
Archidiecezja Suiyuan, archidiecezja Hohhot (łac. Archidioecesis Soeiiuenensis, chiń. 天主教绥远总教区) – rzymskokatolicka archidiecezja ze stolicą w Hohhot w Regionie Autonomicznym Mongolii Wewnętrznej, w Chińskiej Republice Ludowej. Arcybiskupi Suiyuanu są również metropolitami metropolii o tej samej nazwie. Nazwa arcybiskupstwa pochodzi od świeckiej prowincji Suiyuan zlikwidowanej w 1954.

## Sufraganie
Sufraganiami archidiecezji Suiyuan są diecezje:
- Jining
- Ningxia
- Xiwanzi

## Historia
21 grudnia 1883 z mocy decyzji Leona XIII erygowano wikariat apostolski południowo-zachodniej Mongolii. Dotychczas wierni z tych terenów należeli do wikariatu apostolskiego Mongolii (obecnie diecezja Xiwanzi). Od początku istnienia wikariatu prym wśród misjonarzy tego regionu wiedli ojcowie z Zgromadzenia Niepokalanego Serca Maryi.
14 marca 1922 zmieniono nazwę na wikariat apostolski Suiyuan oraz odłączono wikariat apostolski Ningxia (obecnie diecezja Ningxia).
W wyniku reorganizacji chińskich struktur kościelnych, dokonanych przez Piusa XII bullą Quotidie Nos, 11 kwietnia 1946 wikariat apostolski Suiyuanu został podniesiony do godności archidiecezji i przyjął obecną nazwę.
Z 1950 pochodzą ostatnie pełne, oficjalne kościelne statystyki. Archidiecezja Suiyuan liczyła wtedy:
- 41 932 wiernych (3,9% społeczeństwa)
- 69 kapłanów (36 diecezjalnych i 33 zakonnych)
- 34 sióstr zakonnych
- 29 parafii.

Od zwycięstwa komunistów w chińskiej wojnie domowej w 1949 archidiecezja, podobnie jak cały prześladowany Kościół katolicki w Chinach, nie może normalnie działać. Nowe władze wygnały z kraju misjonarzy. Wśród nich był arcybiskup Suiyuanu Belg Louis Morel CICM, który w 1951 zrezygnował z arcybiskupstwa.
W 1980 z rozkazu władz politycznych archidiecezja Suiyuan została zlikwidowana, a wchodzące w jej skład terytoria włączone do diecezji Patriotycznego Stowarzyszenie Katolików Chińskich Hohhot. Rzymskie władze kościelne i osoby lojalne wobec papieża nie uznały tego aktu.

## Diecezja obecnie
Obecnym arcybiskupem Suiyuanu jest Paul Meng Qinglu. Został on wybrany przez Patriotyczne Stowarzyszenie Katolików Chińskich w 2005 lecz poczekał z przyjęciem sakry biskupiej do czasu uzyskania aprobaty Stolicy Apostolskiej, po której uzyskaniu przyjął święcenia biskupie w 2010. Bp Meng Qinglu od 2001 jest wiceprzewodniczącym Stowarzyszenia Patriotycznego w Mongolii Wewnętrznej oraz tamtejszej Komisji ds. Kościelnych. Jest też członkiem komitetu lokalnego Mongolii Wewnętrznej Ludowej Politycznej Konferencji Konsultatywnej Chin. W związku z udzieleniem sakry księdzu Meng Qinglu za zgodą zarówno władz kościelnych jak i państwowych, pojawiła się nadzieja na pojednanie Kościoła podziemnego z oficjalnym. Jednak udział biskupa w pracach PSKCh oraz w nielegalnych święceniach w Chengde podważa jego autorytet wśród uznających prymat papieża duchownych i wiernych świeckich. Nie jest jasne, czy po tych wszystkich gestach bp Meng Qinglu poprosił o przebaczenie i pojednanie ze Stolicą Apostolską (udzielenie i przyjęcie sakry biskupiej bez zgody papieża powoduje automatyczne zaciągnięcie ekskomuniki (kan. 1382)).
Dalej burzone są kościoły (np. w Ordos w nocy z 6 na 7 czerwca 2010) oraz aresztowani kapłani. 14 lutego 2012 komuniści zamknęli seminarium diecezjalne, odsyłając seminarzystów do domów.
Według danych z 2012 archidiecezja liczy 30 000 wiernych, którym przewodzi 35 kapłanów i 90 sióstr zakonnych.

## Biskupi

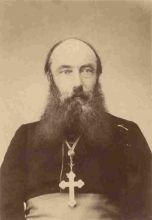
Ferdinand Hubertus Hamer CICM

### Wikariusze apostolscy południowo-zachodniej Mongolii
- Alphonse de Voss CICM[b] (11/12 grudnia 1883 - 21 lipca 1888)
- Ferdinand Hubertus Hamer CICM[c] (30 sierpnia 1888 - 15 lipca 1900)
- Alfonso Bermyn CICM[b] (3 kwietnia 1901 - 16 lutego 1915)
- Louis van Dyck CICM[b] (10 sierpnia 1915 - 14 marca 1922)

### Wikariusze apostolscy Suiyuanu
- Louis van Dyck CICM (14 marca 1922 - 1937)
- Louis Morel CICM[b] (21 marca 1938 - 11 kwietnia 1946)

### Arcybiskupi Suiyuanu
- Louis Morel CICM (11 kwietnia 1946 - 19 sierpnia 1951)
- Francis Wang Xueming (19 sierpnia 1951 - 10 lutego 1997)
- Joseph Li Congzhe (27 lipca 1984 - 20 czerwca 2002) biskup wspólnoty podziemnej[d]
- John Baptist Wang Xixian (1997 – 25 maja 2005)
- Paul Meng Qinglu (2010 - nadal)